# Kalininskaja (Kraj Krasnodarski)
Kalininskaja (ros. Калининская) – stanica w Rosji, w Kraju Krasnodarskim, ośrodek administracyjny rejonu kalinińskiego. W 2010 liczyła 13 391 mieszkańców.